# Kłodnia (powiat chojnicki)
Kłodnia (kaszub. Kłodniô) – wieś borowiacka w województwie pomorskim, w powiecie chojnickim, w gminie Czersk. Miejscowość wchodzi w skład sołectwa Krzyż.
W latach 1975–1998 miejscowość administracyjnie należała do województwa bydgoskiego.